# Liam McIntyre

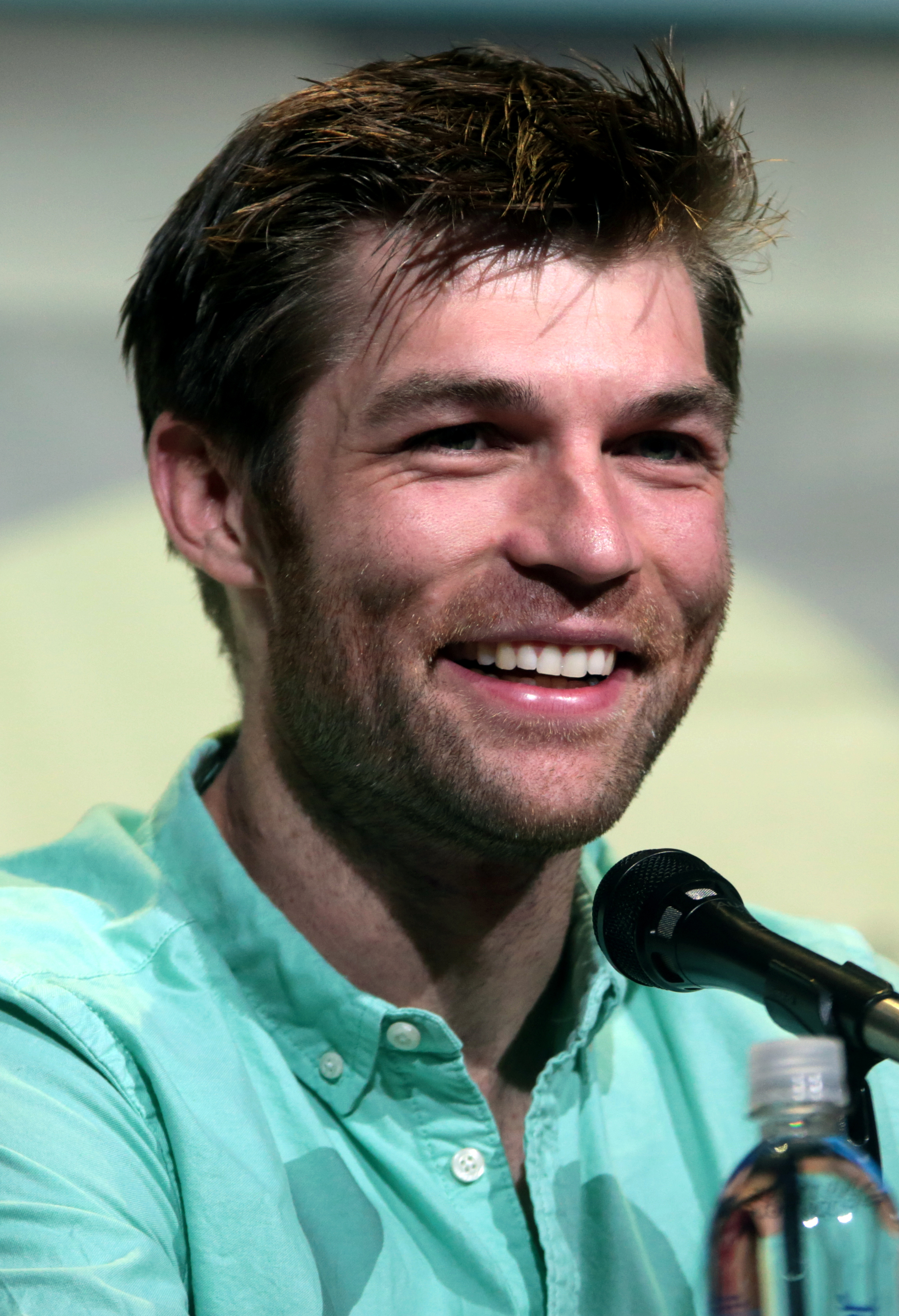
Liam McIntyre (2016)

Liam McIntyre (* 8. Februar 1982 in Adelaide) ist ein australischer Schauspieler, der durch diverse Kurzfilme und Gastrollen in australischen Serien bekannt wurde. Er spielte ab der zweiten Staffel die Hauptrolle in der Fernsehserie Spartacus.

## Karriere
McIntyre begann seine Karriere als Schauspieler in australischen Kurzfilmen in den Jahren 2007 bis 2010. Im Jahr 2010 absolvierte er jeweils Gastauftritte in den Serien Rush und Nachbarn. Sein Fernsehdebüt in den USA hatte McIntyre im selben Jahr mit einer Gastrolle in der Serie The Pacific.
McIntyre wurde später als Ersatz für Andy Whitfield für die Fernsehserie Spartacus ausgewählt. Whitfield musste sich von den Dreharbeiten zurückziehen, da seine Krebserkrankung erneut auftrat. Die Produktion von Spartacus wurde im Herbst 2011 wieder aufgenommen und am 27. Januar 2012 in den USA aufgeführt.

## Persönliches
Liam McIntyre wurde in Australien geboren. Am 5. Januar 2014 heiratete er die australische Sängerin und Schauspielerin Erin Hasan.

## Filmografie (Auswahl)
- 2007: Shotgun! (Kurzfilm)
- 2007: Fancy (Kurzfilm)
- 2009: Anniversary (Kurzfilm)
- 2009: Niflheim: Blood & Bullets
- 2010: Bottled Up (Kurzfilm)
- 2010: Radev (Kurzfilm)

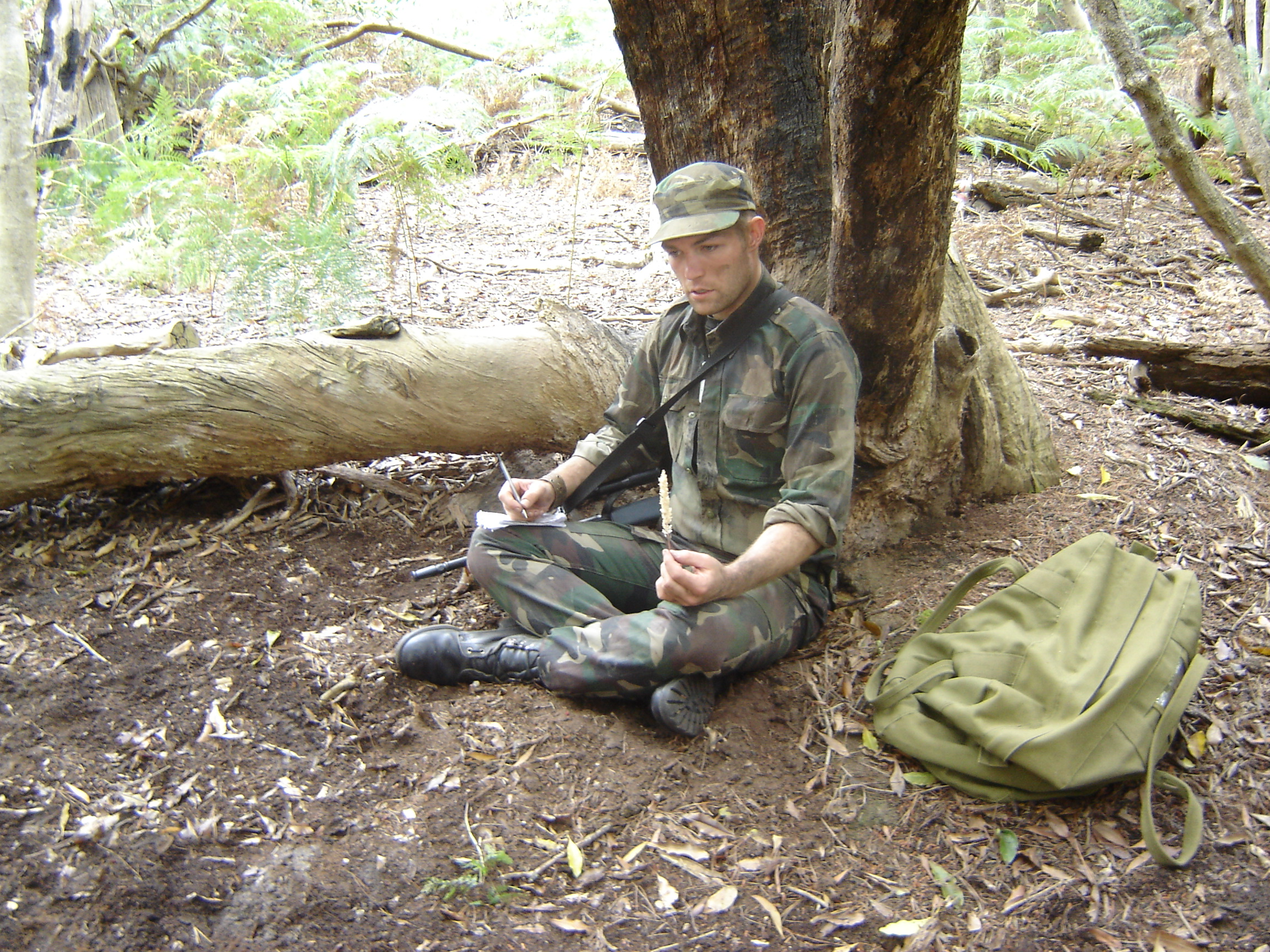
Liam McIntyre während der Dreharbeiten zu Niflheim: Blood & Bullets

- 2010: The Pacific (Fernsehserie, eine Folge)
- 2010: Nachbarn (Fernsehserie, eine Folge)
- 2010: Rush (Fernsehserie, zwei Folgen)
- 2010: A Bitter Sip of Life (Kurzfilm)
- 2011: Ektopos
- 2011: Blood on the Game Dice
- 2011–2013: Spartacus (Fernsehserie)
- 2014: The Legend of Hercules
- 2015, 2018: The Flash (Fernsehserie, 5 Folgen)
- 2016: Albion: Der verzauberte Hengst (Albion: The Enchanted Stallion)
- 2017: Security
- 2021: Them
- 2021: This Little Love of Mine